# Японський окупаційний долар

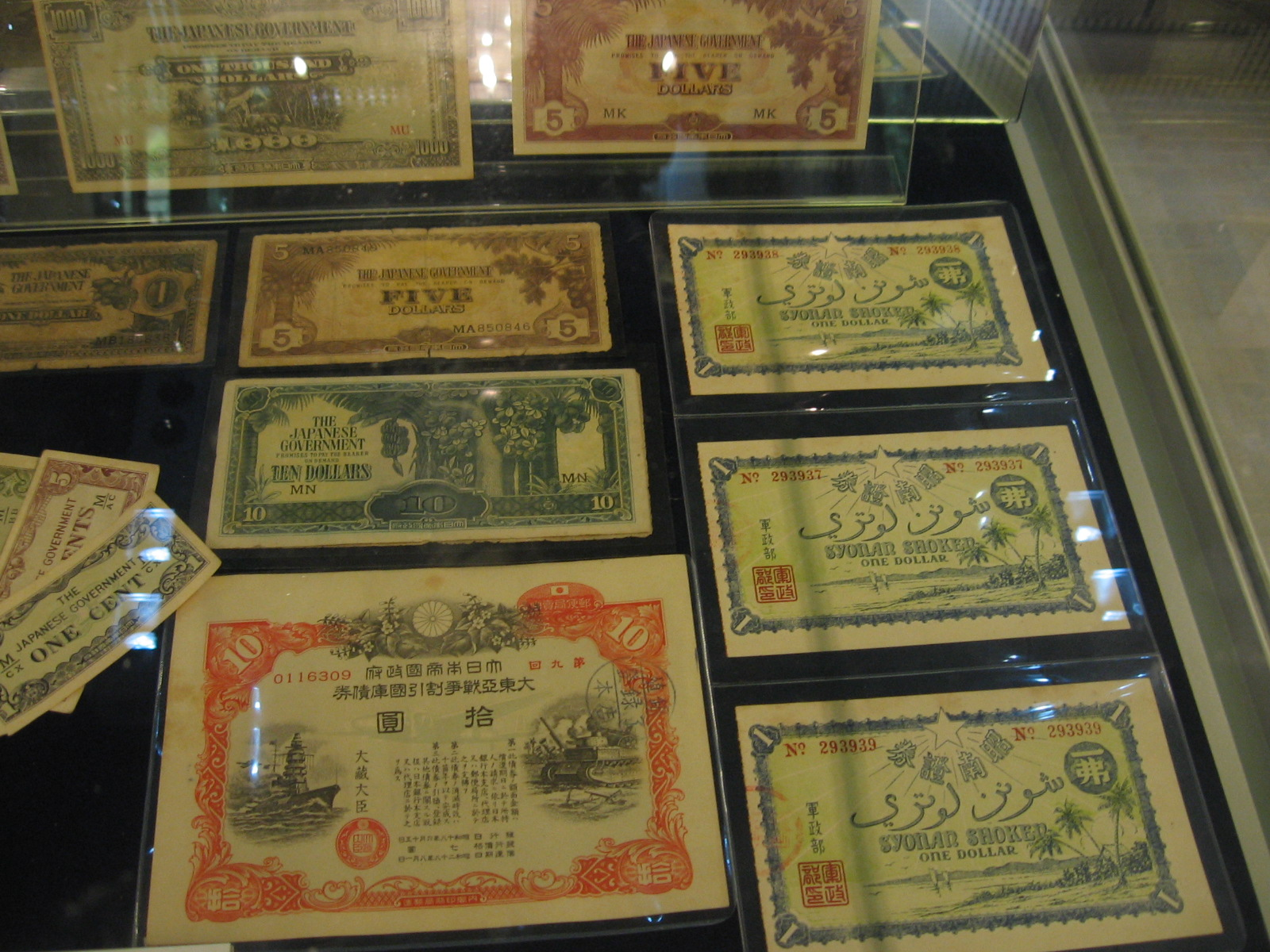
Окупаційні долари - угорі ліворуч

Банкноти Банку розвитку півдня — гроші, випущені Японською імперією під час японської окупації Сінгапуру, Малайї, Північного Борнео, Сараваку і Брунею в 1942-1945 роках (у той же період були також законним засобом платежу на території окупованої Бірми). Ці гроші називалися «доларами», як і їх попередники - малайський долар і долар Проток. Вони широко використовувалися на окупованих територіях, коли настала нестача довоєнних грошей. У зв'язку з тим, що на 10-доларових банкнотах як мотив були використані банани, їх неформально називали також банановими грошима (малай. duit pisang). Окупаційний долар був одним з видів окупаційних грошей, випущених в роки війни для використання на окупованих територіях.

## Історія
Після капітуляції Сінгапуру 15 лютого 1942 року японським урядом на окупованій території Малайї, Північного Борнео, Сараваку та Сінгапуру були введені нові гроші, які замінили колишні. Вони мали той же номінал, що і малайський долар; колишні монети допускалися до використання до тих пір, поки їх нестача не змусила японську влада приступити до друкування паперових центів.
Японська влада попросту друкували гроші в міру необхідності, і це призвело до гіперінфляції, що неодноразово викликало девальвацію окупаційного долара. Через те, що на банкнотах були відсутні серійні номери, їх підробка досягла небувалих масштабів. Інфляція і економічний колапс змушували японську владу друкувати банкноти все більших номіналів і збільшувати кількість грошей в обігу. Різке падіння вартості грошей і зліт цін на товари зазвичай слідували за поразками Японської імперії на полях битв.
Після капітуляції Японії бананові гроші втратили всяку цінність; японський уряд і понині відмовляється приймати їх до обміну.

## Банкноти
Окупаційні долари існували тільки у вигляді купюр - навіть центи. У грошей зберігся ряд рис, притаманних попереднім грошовим одиницям (наприклад, назви «долар» і «цент»), проте як мови для написів використовували тільки англійську і японську.

### Купюри номіналом в 1, 5 і 10 доларів (1942 рік)
Перша серія купюр малих номіналів - в 1, 5 і 10 доларів - була випущена в 1942 році. У них був різний дизайн лицьового та зворотного боків, що мав, однак, спільні риси. На лицьовій стороні були зображені рослини з плантацій. Додаткові 10-доларові купюри були випущені в 1944 році.

### Центи (1942 рік)
У вересні 1942 року, у зв'язку з браком старих монет, були випущені купюри номіналом в 1, 5, 10 і 50 центів, що не мали позначень серій. Ці купюри мали спрощений дизайн, на їх лицьовій стороні (за винятком 50-центових) не було зображень рослин з плантацій. Купюри, номіновані в центах, були помітно менше купюр, номінованих в доларах.

### Купюри номіналом 100 і 1000 доларів (1944 рік)
Погіршення економічної ситуації змусило японську владу приступити в 1944 році до друкування купюр великих номіналів - в 100 і 1000 доларів. 100-доларові купюри були надруковані в двох версіях, які сильно різнилися; 1000-доларові - в одній версії. Малюнки в центрах купюр зображували сільське життя.